# Volta (Californie)
Pour les articles homonymes, voir Volta.
Volta est une census-designated place du comté de Merced, dans l'État de Californie, aux États-Unis,. En 2020, elle compte une population de 366 habitants.